# Zagyvarékas megállóhely
Zagyvarékas megállóhely egy Jász-Nagykun-Szolnok vármegyei vasúti megállóhely Zagyvarékas településen, a helyi önkormányzat üzemeltetésében.
A belterülettől kb. 3 kilométerre délnyugatra helyezkedik el, közúti elérését a 32-es főútból délnyugat felé kiágazó 31 331-es számú mellékút biztosítja.

## Vasútvonalak
A megállóhelyet az alábbi vasútvonalak érintik:
- Budapest–Újszász–Szolnok-vasútvonal

## Kapcsolódó állomások
A megállóhelyhez az alábbi állomások vannak a legközelebb:
- Újszász vasútállomás (Budapest–Újszász–Szolnok-vasútvonal)
- Abonyi út megállóhely (Budapest–Újszász–Szolnok-vasútvonal)

## Forgalom
| Járat        | Útvonal | Gyakoriság                                                           |
| ------------ | --- | -------------------------------------------------------------------- |
| S60          | Budapest-Keleti – Kőbánya felső – Rákos – Rákoshegy – Rákoskert – Ecser – Maglód – Maglódi nyaraló – Gyömrő – Mende – Pusztaszentistván – Sülysáp (– Szőlősnyaraló – Tápiószecső – Szentmártonkáta – Nagykáta – Tápiószentmárton – Farmos – Tápiószele – Tápiógyörgye – Újszász – Zagyvarékas – Szolnok) | Este óránként                                                        |
| G60          | Budapest-Keleti – Kőbánya felső – Rákos – (Szolnok felé: Rákoshegy → Gyömrő → Mende; Budapest felé: Gyömrő ←) Sülysáp – Szőlősnyaraló – Tápiószecső – Szentmártonkáta – Nagykáta – Tápiószentmárton – Farmos – Tápiószele – Tápiógyörgye – Újszász – Zagyvarékas – Szolnok                               | Reggel Budapest felé 20–30 percenként, délután Szolnok felé óránként |
| Z60          | Budapest-Keleti – Kőbánya felső – Rákos – Sülysáp – Szőlősnyaraló – Tápiószecső – Szentmártonkáta – Nagykáta – Tápiószentmárton – Farmos – Tápiószele – Tápiógyörgye – Újszász – Zagyvarékas – Szolnok                                                                                                   | Óránként                                                             |
| S820         | Hatvan – Jászfényszaru – Pusztamonostor – Jászberény – Meggyespele – Portelek – Jászboldogháza-Jánoshida – Újszász – Zagyvarékas – Szolnok | Napi 3-4 pár                                                         |
| személyvonat | Vámosgyörk – Jászárokszállás – Jászdózsa – Jászapáti – Jászkisér – Jászkisér felső – Szellőhát – Jászladány – Szászberek – Újszász – Zagyvarékas – Abonyi út – Szolnok | 2-3 óránként                                                         |